# Pétur Ormslev
Pétur Úlfar Ormslev (* 28. Juli 1958) ist ein ehemaliger isländischer Fußballspieler und -trainer.

## Karriere
Pétur Ormslev startete und beendete seine Karriere beim isländischen Erstligisten Fram Reykjavík, zwischenzeitlich spielte er vier Jahre in der Bundesliga bei Fortuna Düsseldorf.
Für die isländische Fußballnationalmannschaft war er zwölf Jahre aktiv.
Nach seiner Laufbahn als Spieler war Pétur Ormslev als Trainer bei FH Hafnarfjörður und Fram Reykjavík tätig.